# Marcus Ravenswaaij
Marcus Ravenswaaij (Kralingen, 6 agosto 1862 – Rotterdam, 14 marzo 1919) è stato un tiratore a segno olandese.

## Carriera
Partecipò ai Giochi olimpici di Parigi 1900 nelle gare di tiro a segno di carabina. I suoi migliori risultati olimpici furono i quinti posti nella carabina militare 3 posizioni a squadre e nella carabina militare in ginocchio.